# チベットの国章
チベットの国章（チベットのこくしょう）は、ガンデンポタン（チベット亡命政府）の象徴である。二頭の雪獅子をあしらっている。
従来は、雪獅子の足下の赤帯の上に、ウメ体で「諸方に勝利せるチベット政府ガンデンポタン བོད་གཞུང་དགའ་ལྡན་ཕོ་བྲང་ཕྱོགས་རྣམ་རྒྱལ་ (bod gzhung dga' ldan pho brang phyogs las rnam rgyal)」と記されていた。
2011年5月、亡命チベット人憲章（2011年版）の発効にともない、赤帯に記された号が「真理に勝利あれ བདེན་པ་ཉིད་རྣམ་པར་རྒྱལ་གྱུར་ཅིག」に改訂された（添付写真は改訂前の国章である）。